# Plädoyer
Das Plädoyer (Verb 'plädieren', frz. plaider 'Gericht halten, reden [vor Gericht], prozessieren'), im Gesetz Schlussvortrag genannt, ist bei einem Strafverfahren die zusammenfassende Schlussrede des Staatsanwalts und des Verteidigers (§ 258 StPO), des Nebenklägers (§ 397 StPO), des Privatklägers (§ 385 StPO), des Erziehungsberechtigten oder gesetzlichen Vertreters im Jugendstrafverfahren (§ 67 Abs. 1 JGG) sowie des Einziehungsbeteiligten (§ 433 Abs. 1 StPO).
Schlussvorträge sollen vor dem letzten Wort des Angeklagten (§ 258 Abs. 2 HS 2, Abs. 3 StPO) und vor dem Urteil den in der Hauptverhandlung ermittelten Sachverhalt zusammenfassen und nach rechtlichen Gesichtspunkten bewerten.
Im (deutschen) Strafverfahren muss man inhaltlich zwischen dem Plädoyer der Anklage und dem der Verteidigung differenzieren.
Das Plädoyer der Anklagevertretung (Staatsanwaltschaft) soll das wesentliche Ergebnis der Hauptverhandlung erörtern und mit einem konkreten Antrag abschließen. Hält der Staatsanwalt die Schuld des Angeklagten für erwiesen, so erörtert er auch die Strafzumessungsgründe (§ 46 StGB). Beantragt er einen Freispruch, soll er zugleich eine Entscheidung des Gerichts über eine mögliche Entschädigung nach dem Gesetz über die Entschädigung für Strafverfolgungsmaßnahmen herbeiführen.
Das Plädoyer der Verteidigung ist von solchen „Zwängen“ frei. Die Verteidigung sollte sich inhaltlich mit dem Plädoyer der Anklage auseinandersetzen, muss aber nicht mit einem konkreten Strafantrag enden. Zwar ist es durchaus üblich (z. B. im Falle des Freispruchs) einen solchen Antrag zu stellen, der Antrag auf „ein mildes Urteil“ ist jedoch grundsätzlich ausreichend. Auch ist es möglich ein Strafmaß „nicht über…“ zu beantragen. Das Gericht ist jedoch nicht an die Anträge gebunden und kann nach eigenem Ermessen eine höhere oder niedrigere Strafe, als von beiden Seiten beantragt, verhängen.
Grundsätzlich bietet das Plädoyer sowohl der Verteidigung als auch der Anklage die Möglichkeit, die Hauptverhandlung entsprechend ihrer eigenen Wahrnehmung – die sich durchaus von der des Gerichts unterscheiden kann – zu würdigen, wobei erstmals die Vorwürfe und die Verteidigung zusammengefasst wird. Je länger die Hauptverhandlung dauert, desto wichtiger werden die Plädoyers, da diese unmittelbar vor dem Schlusswort des Angeklagten und der Urteilsverkündung gehalten werden; sind sie dem Urteil zeitlich näher als manche Zeugenaussage, die das Gericht eventuell schon vor Wochen gehört hat.
Im nicht-juristischen Kontext handelt es sich bei einem Plädoyer um einen Appell, mit dem etwas entschieden befürwortet oder abgelehnt wird.